# Stan (single)
Stan is een single van Eminem uit 2000, uitgebracht als derde single van The Marshall Mathers LP. In vele landen werd het een grote hit. Voor het refrein gebruikte Eminem het eerste couplet uit de single Thank You van Dido.
Het nummer gaat over een fanatieke fan van Eminem: Stan. Hij heeft alles van Eminem. Zo heeft hij een kamer vol met posters van Eminem, staat hij uren in de kou voor een handtekening en heeft hij zelfs een tatoeage van Eminem over zijn borst heen. Ook heeft hij een zwangere vriendin (in de videoclip gespeeld door Dido). Als Eminem niet antwoordt op zijn fanmail, stopt hij zijn vriendin gekneveld in de kofferbak van zijn auto en gaat op pad, alcohol drinkend achter het stuur. Uiteindelijk komt Stan bij de brug waar hij af wil rijden met zijn zwangere vriendin in de kofferbak. Stan en zijn vriendin komen om het leven. In het achtste couplet van het nummer schrijft Eminem eindelijk een brief aan Stan, maar hij realiseert zich plotseling dat het dodelijke ongeluk waarover hij eerder op het nieuws heeft gehoord Stan betreft.

## Parodie
In 2001 kwam de single Jelle uit, een parodie op Stan, dat op nummer drie belandde in de Nederlandse Top 40.

## Charts
| Chart                           | Hoogste positie |
| ------------------------------- | --------------- |
| Australische ARIA Single Top 50 | 1               |
| Belgische Ultratop 50           | 3               |
| Canadese Single Top 50          | 1               |
| Duitse Single Top 100           | 1               |
| Engelse Single Top 75           | 1               |
| Europa Single Top 200           | 1               |
| Finse Single Top 20             | 1               |
| Franse Single Top 100           | 4               |
| Ierse Single Top 50             | 1               |
| Nederlandse Top 40              | 2               |
| Nieuw-Zeeland Single Top 40     | 1               |
| Noorse Single Top 20            | 3               |
| Oostenrijkse Single Top 75      | 1               |
| VS Billboard Hot 100            | 51              |
| Zweedse Single Top 60           | 3               |
| Zwitserse Single Top 100        | 1               |

### NPO Radio 2 Top 2000
| Nummer met noteringen in de NPO Radio 2 Top 2000 | '15 | '16 | '17 | '18 | '19 | '20 | '21 | '22 | '23 | '24 |
| ------------------------------------------------ | --- | --- | --- | --- | --- | --- | --- | --- | --- | --- |
| Stan                                             | 618 | 619 | 489 | 259 | 379 | 349 | 376 | 239 | 226 | 256 |

1. ↑  Een vetgedrukt getal geeft de hoogste notering aan.
2. ↑  2015 was het eerste jaar met een notering voor dit nummer.